# Hund Şehzade
Hund Şehzade (* 1422; † Juli 1455 in Kairo) war eine osmanische Prinzessin und Ehefrau der ägyptischen Mamluken-Sultane Barsbay und Dschaqmaq.

## Leben
Hund Şehzade wurde im Jahr 1422 als Fatma Şehzade geboren. Sie war die Tochter von Orhan Çelebi, dem Sohn des Thronprätendenten Süleyman Çelebi und Enkel von Sultan Bayezid I. Ihr jüngerer Bruder war der nach dem Großvater benannte Süleyman Çelebi (1423–1437).
Im Jahr 1433 flüchteten Hund Şehzade und ihr Bruder vor dem neuen Sultan Murad II. nach Kairo. Der Sultan – ein Cousin der Geschwister – wollte beide töten lassen, um sich vor Herrschaftsansprüchen zu schützen. Der ägyptische Mamluken-Sultan Barsbay schützte sie vor den osmanischen Soldaten und widersprach dem Auslieferungsgesuch von Murad II.
Im Jahr 1436 erklärte Ibrahim II. von Karaman dem Beylik von Dulkadir den Krieg und nahm die Stadt Kayseri und weitere Festungen in der Umgebung ein. Die Dulkadiroğulları konnten Kayseri und die Umgebung aber mit Hilfe der Osmanen im Dezember 1436 zurückerobern. Barsbay entschloss sich im März 1437, dem bedrängten Karamaniden den Gouverneur von Syrien mit dessen Truppen zur Hilfe zu schicken. Doch bevor der Konflikt eskalierte, einigten sich der osmanische und der ägyptische Herrscher. Es wurde ein Friedensvertrag aufgesetzt, und Hund Şehzade musste Barsbay heiraten.
Nach Barsbays Tod im Jahr 1438 heiratete sein Nachfolger Sultan Dschaqmaq die Prinzessin, um die guten Beziehungen zum Osmanischen Reich zu festigen. Das Paar hatte vier Söhne, die alle bei einem Pestausbruch in Kairo im Jahr 1449 starben. Dschaqmaq ließ sich am 25. Dezember 1450 scheiden.
Nach der Scheidung ließ sich Hund Şehzade in einem Haus im Kairoer Viertel al-Jawdariyya nieder, wo sie später Sahib-al-Hujjab Barsbay Bujashi heiratete.
Hund Şehzade starb im Juli 1455 in Kairo.